# جزر لاطئ
جزر لاطئ (الاسم العلمي:Daucus subsessilis) هو نوع من النباتات يتبع جنس الجزر من الفصيلة الخيمية.